# Handbol als Jocs Olímpics d'Estiu de 2024 - Torneig Femení
El torneig femení d'Handbol als Jocs Olímpics de París 2024 va ser la 13a edició de l'esdeveniment femení en unes Olimpíades. El torneig es va disputar entre el 25 de juliol i el 10 d'agost del 2024. La fase preliminar es va jugar al Paris Expo Porte de Versailles i la fase final a l'Estadi Pierre-Mauroy.
La selecció de Noruega va guanyar el campionat olímpic, després d'imposar-se a França a la final per un resultat de 29-21. La medalla de bronze va ser per l'equip de Dinamarca, qui va guanyar a Suècia, per 30-25 en el partit per la medalla de bronze.
L'equip de Noruega és la selecció més guardonada, amb 3 medalles d'or, 2 medalles de plata i 3 medalles de bronze en les 13 edicions que el torneig femení ha estat present als Jocs Olímpics.

## Format
Els 12 equips classificats es van dividir en 2 grups de 6 equips cadascun. En la Fase Preliminar van jugar tots contra tots dins del mateix grup. Els 4 primers equips de cada grup es van classificar pels quarts de final i a partir d'aquí fou en fase eliminatòria. El primer d'un grup va jugar contra el quart de l'altre, el segon d'un grup contra el tercer de l'altre i així successivament. Els dos equips guanyadors de les semifinals, van jugar la final per aconseguir la medalla d'or i de plata i els dos perdedors, van jugar el partit per la medalla de bronze.

## Classificació
França, com a país amfitrió va tenir una plaça assegurada al torneig olímpic. Les 4 primeres places les van aconseguir Noruega, Corea del Sud, Angola i Brasil, qui van ser les guanyadores dels 4 tornejos continentals que donaven una plaça classificatòria (els tornejos de Classificació d'Àsia i d'Àfrica, el Campionat d'Europa i els Jocs Panamericans). La següent plaça fou per Dinamarca, que va quedar tercera en el Campionat del Món de 2023, degut a que les 2 primeres seleccions ja havien obtingut plaça anteriorment. Les 6 places finals es van assignar en els 3 tornejos de Classificació Olímpica.
| Esdeveniment                       | Data                           | Seu                      | Places | Equip classificat |
| ---------------------------------- | ------------------------------ | ------------------------ | ------ | ----------------- |
| País amfitrió                      | -                              | -                        | 1      | França            |
| Campionat d'Europa                 | 4-20 novembre 2022             | Ljubljana                | 1      | Noruega           |
| Torneig Classificació Àsia         | 17-23 agost 2023               | Hiroshima                | 1      | Corea del Sud     |
| Torneig Classificació Àfrica       | 10-12 octubre 2023             | Angola                   | 1      | Angola            |
| Jocs Panamericans                  | 21-27 octubre 2023             | Santiago                 | 1      | Brasil            |
| Campionat del Món                  | 30 novembre - 17 desembre 2023 | Dinamarca Noruega Suècia | 1      | Dinamarca         |
| Tornejos olímpics de classificació | 11-14 abril 2024               | Debrecen                 | 2      | Hongria           |
| Tornejos olímpics de classificació | 11-14 abril 2024               | Debrecen                 | 2      | Suècia            |
| Tornejos olímpics de classificació | 11-14 abril 2024               | Torrevella               | 2      | Països Baixos     |
| Tornejos olímpics de classificació | 11-14 abril 2024               | Torrevella               | 2      | Espanya           |
| Tornejos olímpics de classificació | 11-14 abril 2024               | Neu-Ulm                  | 2      | Alemanya          |
| Tornejos olímpics de classificació | 11-14 abril 2024               | Neu-Ulm                  | 2      | Eslovènia         |

## Ronda preliminar
Les 4 primeres seleccions de cada grup es van classificar pels quarts de final

### Grup A
| Posició | Equip         | J | G | E | P | GF  | GC  | DG  | Punts |
| ------- | ------------- | - | - | - | - | --- | --- | --- | ----- |
| 1       | Noruega       | 5 | 4 | 0 | 1 | 140 | 110 | +30 | 8     |
| 2       | Suècia        | 5 | 4 | 0 | 1 | 140 | 125 | +15 | 8     |
| 3       | Dinamarca     | 5 | 4 | 0 | 1 | 126 | 116 | +10 | 8     |
| 4       | Alemanya      | 5 | 1 | 0 | 4 | 136 | 134 | +2  | 2     |
| 5       | Corea del Sud | 5 | 1 | 0 | 4 | 107 | 133 | -26 | 2     |
| 6       | Eslovènia     | 5 | 1 | 0 | 4 | 116 | 147 | -31 | 2     |

| 25 juliol 2024 9:00h | Eslovènia | 19 - 27 | Dinamarca | Paris Expo Porte de Versalles, París, {{{ciutat}}} |
| 25 juliol 2024 9:00h |           |         |           | Paris Expo Porte de Versalles, París, {{{ciutat}}} |
| 25 juliol 2024 9:00h |           |         |           | Paris Expo Porte de Versalles, París, {{{ciutat}}} |

| 25 juliol 2024 16:00h | Alemanya | 22 - 23 | Corea del Sud | Paris Expo Porte de Versalles, París, {{{ciutat}}} |
| 25 juliol 2024 16:00h |          |         |               | Paris Expo Porte de Versalles, París, {{{ciutat}}} |
| 25 juliol 2024 16:00h |          |         |               | Paris Expo Porte de Versalles, París, {{{ciutat}}} |

| 25 juliol 2024 21:00h | Noruega | 28 - 32 | Suècia | Paris Expo Porte de Versalles, París, {{{ciutat}}} |
| 25 juliol 2024 21:00h |         |         |        | Paris Expo Porte de Versalles, París, {{{ciutat}}} |
| 25 juliol 2024 21:00h |         |         |        | Paris Expo Porte de Versalles, París, {{{ciutat}}} |

| 28 juliol 2024 11:00h | Corea del Sud | 23 - 30 | Eslovènia | Paris Expo Porte de Versalles, París, {{{ciutat}}} |
| 28 juliol 2024 11:00h |               |         |           | Paris Expo Porte de Versalles, París, {{{ciutat}}} |
| 28 juliol 2024 11:00h |               |         |           | Paris Expo Porte de Versalles, París, {{{ciutat}}} |

| 28 juliol 2024 14:00h | Suècia | 31 - 28 | Alemanya | Paris Expo Porte de Versalles, París, {{{ciutat}}} |
| 28 juliol 2024 14:00h |        |         |          | Paris Expo Porte de Versalles, París, {{{ciutat}}} |
| 28 juliol 2024 14:00h |        |         |          | Paris Expo Porte de Versalles, París, {{{ciutat}}} |

| 28 juliol 2024 16:00h | Dinamarca | 18 - 27 | Noruega | Paris Expo Porte de Versalles, París, {{{ciutat}}} |
| 28 juliol 2024 16:00h |           |         |         | Paris Expo Porte de Versalles, París, {{{ciutat}}} |
| 28 juliol 2024 16:00h |           |         |         | Paris Expo Porte de Versalles, París, {{{ciutat}}} |

| 30 juliol 2024 9:00h | Alemanya | 41 - 22 | Eslovènia | Paris Expo Porte de Versalles, París, {{{ciutat}}} |
| 30 juliol 2024 9:00h |          |         |           | Paris Expo Porte de Versalles, París, {{{ciutat}}} |
| 30 juliol 2024 9:00h |          |         |           | Paris Expo Porte de Versalles, París, {{{ciutat}}} |

| 30 juliol 2024 11:00h | Noruega | 26 - 20 | Corea del Sud | Paris Expo Porte de Versalles, París, {{{ciutat}}} |
| 30 juliol 2024 11:00h |         |         |               | Paris Expo Porte de Versalles, París, {{{ciutat}}} |
| 30 juliol 2024 11:00h |         |         |               | Paris Expo Porte de Versalles, París, {{{ciutat}}} |

| 30 juliol 2024 21:00h | Suècia | 23 - 25 | Dinamarca | Paris Expo Porte de Versalles, París, {{{ciutat}}} |
| 30 juliol 2024 21:00h |        |         |           | Paris Expo Porte de Versalles, París, {{{ciutat}}} |
| 30 juliol 2024 21:00h |        |         |           | Paris Expo Porte de Versalles, París, {{{ciutat}}} |

| 1 agost 2024 11:00h | Corea del Sud | 21 - 27 | Suècia | Paris Expo Porte de Versalles, París, {{{ciutat}}} |
| 1 agost 2024 11:00h |               |         |        | Paris Expo Porte de Versalles, París, {{{ciutat}}} |
| 1 agost 2024 11:00h |               |         |        | Paris Expo Porte de Versalles, París, {{{ciutat}}} |

| 1 agost 2024 19:00h | Alemanya | 27 - 28 | Dinamarca | Paris Expo Porte de Versalles, París, {{{ciutat}}} |
| 1 agost 2024 19:00h |          |         |           | Paris Expo Porte de Versalles, París, {{{ciutat}}} |
| 1 agost 2024 19:00h |          |         |           | Paris Expo Porte de Versalles, París, {{{ciutat}}} |

| 1 agost 2024 21:00h | Eslovènia | 22 - 29 | Noruega | Paris Expo Porte de Versalles, París, {{{ciutat}}} |
| 1 agost 2024 21:00h |           |         |         | Paris Expo Porte de Versalles, París, {{{ciutat}}} |
| 1 agost 2024 21:00h |           |         |         | Paris Expo Porte de Versalles, París, {{{ciutat}}} |

| 3 agost 2024 16:00h | Eslovènia | 23 - 27 | Suècia | Paris Expo Porte de Versalles, París, {{{ciutat}}} |
| 3 agost 2024 16:00h |           |         |        | Paris Expo Porte de Versalles, París, {{{ciutat}}} |
| 3 agost 2024 16:00h |           |         |        | Paris Expo Porte de Versalles, París, {{{ciutat}}} |

| 3 agost 2024 19:00h | Noruega | 30 - 18 | Alemanya | Paris Expo Porte de Versalles, París, {{{ciutat}}} |
| 3 agost 2024 19:00h |         |         |          | Paris Expo Porte de Versalles, París, {{{ciutat}}} |
| 3 agost 2024 19:00h |         |         |          | Paris Expo Porte de Versalles, París, {{{ciutat}}} |

| 3 agost 2024 21:00h | Dinamarca | 28 - 20 | Corea del Sud | Paris Expo Porte de Versalles, París, {{{ciutat}}} |
| 3 agost 2024 21:00h |           |         |               | Paris Expo Porte de Versalles, París, {{{ciutat}}} |
| 3 agost 2024 21:00h |           |         |               | Paris Expo Porte de Versalles, París, {{{ciutat}}} |

### Grup B
| Posició | Equip         | J | G | E | P | GF  | GC  | DG  | Punts |
| ------- | ------------- | - | - | - | - | --- | --- | --- | ----- |
| 1       | França        | 5 | 5 | 0 | 0 | 154 | 124 | +30 | 10    |
| 2       | Països Baixos | 5 | 4 | 0 | 1 | 152 | 137 | +15 | 8     |
| 3       | Hongria       | 5 | 2 | 1 | 2 | 137 | 140 | -3  | 5     |
| 4       | Brasil        | 5 | 2 | 0 | 3 | 127 | 119 | +8  | 4     |
| 5       | Angola        | 5 | 1 | 1 | 3 | 131 | 154 | -23 | 3     |
| 6       | Espanya       | 5 | 0 | 0 | 5 | 111 | 143 | -32 | 0     |

| 25 juliol 2024 11:00h | Països Baixos | 34 - 31 | Angola | Paris Expo Porte de Versalles, París, {{{ciutat}}} |
| 25 juliol 2024 11:00h |               |         |        | Paris Expo Porte de Versalles, París, {{{ciutat}}} |
| 25 juliol 2024 11:00h |               |         |        | Paris Expo Porte de Versalles, París, {{{ciutat}}} |

| 25 juliol 2024 14:00h | Espanya | 18 - 29 | Brasil | Paris Expo Porte de Versalles, París, {{{ciutat}}} |
| 25 juliol 2024 14:00h |         |         |        | Paris Expo Porte de Versalles, París, {{{ciutat}}} |
| 25 juliol 2024 14:00h |         |         |        | Paris Expo Porte de Versalles, París, {{{ciutat}}} |

| 25 juliol 2024 19:00h | Hongria | 28 - 31 | França | Paris Expo Porte de Versalles, París, {{{ciutat}}} |
| 25 juliol 2024 19:00h |         |         |        | Paris Expo Porte de Versalles, París, {{{ciutat}}} |
| 25 juliol 2024 19:00h |         |         |        | Paris Expo Porte de Versalles, París, {{{ciutat}}} |

| 28 juliol 2024 9:00h | Brasil | 24 - 25 | Hongria | Paris Expo Porte de Versalles, París, {{{ciutat}}} |
| 28 juliol 2024 9:00h |        |         |         | Paris Expo Porte de Versalles, París, {{{ciutat}}} |
| 28 juliol 2024 9:00h |        |         |         | Paris Expo Porte de Versalles, París, {{{ciutat}}} |

| 28 juliol 2024 19:00h | Angola | 26 - 21 | Espanya | Paris Expo Porte de Versalles, París, {{{ciutat}}} |
| 28 juliol 2024 19:00h |        |         |         | Paris Expo Porte de Versalles, París, {{{ciutat}}} |
| 28 juliol 2024 19:00h |        |         |         | Paris Expo Porte de Versalles, París, {{{ciutat}}} |

| 28 juliol 2024 21:00h | França | 32 - 28 | Països Baixos | Paris Expo Porte de Versalles, París, {{{ciutat}}} |
| 28 juliol 2024 21:00h |        |         |               | Paris Expo Porte de Versalles, París, {{{ciutat}}} |
| 28 juliol 2024 21:00h |        |         |               | Paris Expo Porte de Versalles, París, {{{ciutat}}} |

| 30 juliol 2024 14.00h | Països Baixos | 29 - 24 | Espanya | Paris Expo Porte de Versalles, París, {{{ciutat}}} |
| 30 juliol 2024 14.00h |               |         |         | Paris Expo Porte de Versalles, París, {{{ciutat}}} |
| 30 juliol 2024 14.00h |               |         |         | Paris Expo Porte de Versalles, París, {{{ciutat}}} |

| 30 juliol 2024 16:00h | Hongria | 31 - 31 | Angola | Paris Expo Porte de Versalles, París, {{{ciutat}}} |
| 30 juliol 2024 16:00h |         |         |        | Paris Expo Porte de Versalles, París, {{{ciutat}}} |
| 30 juliol 2024 16:00h |         |         |        | Paris Expo Porte de Versalles, París, {{{ciutat}}} |

| 30 juliol 2024 19:00h | França | 26 - 20 | Brasil | Paris Expo Porte de Versalles, París, {{{ciutat}}} |
| 30 juliol 2024 19:00h |        |         |        | Paris Expo Porte de Versalles, París, {{{ciutat}}} |
| 30 juliol 2024 19:00h |        |         |        | Paris Expo Porte de Versalles, París, {{{ciutat}}} |

| 1 agost 2024 9:00h | Països Baixos | 31 - 24 | Brasil | Paris Expo Porte de Versalles, París, {{{ciutat}}} |
| 1 agost 2024 9:00h |               |         |        | Paris Expo Porte de Versalles, París, {{{ciutat}}} |
| 1 agost 2024 9:00h |               |         |        | Paris Expo Porte de Versalles, París, {{{ciutat}}} |

| 1 agost 2024 14:00h | Espanya | 24 - 27 | Hongria | Paris Expo Porte de Versalles, París, {{{ciutat}}} |
| 1 agost 2024 14:00h |         |         |         | Paris Expo Porte de Versalles, París, {{{ciutat}}} |
| 1 agost 2024 14:00h |         |         |         | Paris Expo Porte de Versalles, París, {{{ciutat}}} |

| 1 agost 2024 16:00h | Angola | 24 - 38 | França | Paris Expo Porte de Versalles, París, {{{ciutat}}} |
| 1 agost 2024 16:00h |        |         |        | Paris Expo Porte de Versalles, París, {{{ciutat}}} |
| 1 agost 2024 16:00h |        |         |        | Paris Expo Porte de Versalles, París, {{{ciutat}}} |

| 3 agost 2024 9:00h | Hongria | 26 - 30 | Països Baixos | Paris Expo Porte de Versalles, París, {{{ciutat}}} |
| 3 agost 2024 9:00h |         |         |               | Paris Expo Porte de Versalles, París, {{{ciutat}}} |
| 3 agost 2024 9:00h |         |         |               | Paris Expo Porte de Versalles, París, {{{ciutat}}} |

| 3 agost 2024 11:00h | Espanya | 24 - 32 | França | Paris Expo Porte de Versalles, París, {{{ciutat}}} |
| 3 agost 2024 11:00h |         |         |        | Paris Expo Porte de Versalles, París, {{{ciutat}}} |
| 3 agost 2024 11:00h |         |         |        | Paris Expo Porte de Versalles, París, {{{ciutat}}} |

| 3 agost 2024 14:00h | Brasil | 30 - 19 | Angola | Paris Expo Porte de Versalles, París, {{{ciutat}}} |
| 3 agost 2024 14:00h |        |         |        | Paris Expo Porte de Versalles, París, {{{ciutat}}} |
| 3 agost 2024 14:00h |        |         |        | Paris Expo Porte de Versalles, París, {{{ciutat}}} |

## Eliminatòries
|  | Quarts de final     | Quarts de final     |                      |        | Semifinals  | Semifinals  |  |  | Final                | Final |
|  |                     |                     |                      |        |             |             |  |  |                      |       |
|  | 6 agost 2024 21:30h |                     |                      |        |             |             |  |  |                      |       |
|  |                     |                     |                      |        |             |             |  |  |                      |       |
|  | Noruega             | 32                  |                      |        |             |             |  |  |                      |       |
|  | Noruega             | 32                  | 8 agost 2024 21:30h  |        |             |             |  |  |                      |       |
|  | Brasil              | 15                  |                      |        |             |             |  |  |                      |       |
|  | Brasil              | 15                  | Noruega              | 25     |             |             |  |  |                      |       |
|  | 6 agost 2024 9:30h  |                     | Noruega              | 25     |             |             |  |  |                      |       |
|  |                     | Dinamarca           | 21                   |        |             |             |  |  |                      |       |
|  | Dinamarca           | Dinamarca           | 21                   | 29     |             |             |  |  |                      |       |
|  | Dinamarca           |                     | 10 agost 2024 15:00h | 29     |             |             |  |  |                      |       |
|  | Països Baixos       | 25                  |                      |        |             |             |  |  |                      |       |
|  | Països Baixos       | 25                  | Noruega              | 29     |             |             |  |  |                      |       |
|  | 6 agost 2024 17:30h |                     | Noruega              | 29     |             |             |  |  |                      |       |
|  |                     | França              | 21                   |        |             |             |  |  |                      |       |
|  | Hongria             | França              | 21                   | 32     |             |             |  |  |                      |       |
|  | Hongria             | 8 agost 2024 14:30h |                      | 32     |             |             |  |  |                      |       |
|  | Suècia              | 36                  |                      |        |             |             |  |  |                      |       |
|  | Suècia              | 36                  | Suècia               | 28     | Tercer lloc | Tercer lloc |  |  |                      |       |
|  | 6 agost 2024 17:30h |                     | Suècia               | 28     | Tercer lloc | Tercer lloc |  |  |                      |       |
|  |                     | França              | 31                   |        |             |             |  |  |                      |       |
|  | França              | França              | 31                   | 26     | Dinamarca   | 30          |  |  |                      |       |
|  | França              |                     |                      | 26     | Dinamarca   | 30          |  |  |                      |       |
|  | Alemanya            | 23                  |                      | Suècia | 25          |             |  |  |                      |       |
|  | Alemanya            | 23                  |                      |        | 25          |             |  |  |                      |       |
|  |                     |                     |                      |        |             |             |  |  | 10 agost 2024 10:00h |       |
|  |                     |                     |                      |        |             |             |  |  |                      |       |

## Classificació final
| Posició | Equip         |
| ------- | ------------- |
| 1       | Noruega       |
| 2       | França        |
| 3       | Dinamarca     |
| 4       | Suècia        |
| 5       | Països Baixos |
| 6       | Hongria       |
| 7       | Brasil        |
| 8       | Alemanya      |
| 9       | Angola        |
| 10      | Corea del Sud |
| 11      | Eslovènia     |
| 12      | Espanya       |

## Medaller històric
| Posició | País              | Or | Argent | Bronze | Total |
| ------- | ----------------- | -- | ------ | ------ | ----- |
| 1       | Noruega           | 3  | 2      | 3      | 8     |
| 2       | Dinamarca         | 3  | 0      | 1      | 4     |
| 3       | Corea del Sud     | 2  | 3      | 1      | 6     |
| 4       | URSS              | 2  | 0      | 1      | 3     |
| 5       | Rússia            | 1  | 2      | 0      | 3     |
| 5       | França            | 1  | 2      | 0      | 3     |
| 7       | Iugoslàvia        | 1  | 1      | 0      | 2     |
| 8       | Hongria           | 0  | 1      | 2      | 3     |
| 9       | Alemanya de l'Est | 0  | 1      | 1      | 2     |
| 10      | Montenegro        | 0  | 1      | 0      | 1     |
| 11      | Espanya           | 0  | 0      | 1      | 1     |
| 11      | Ucraïna           | 0  | 0      | 1      | 1     |
| 11      | Equip Unificat    | 0  | 0      | 1      | 1     |
| 11      | Xina              | 0  | 0      | 1      | 1     |